# Rohrendorf bei Krems
Rohrendorf bei Krems je obec v Rakousku ve spolkové zemi Dolní Rakousy v okrese Kremže.

## Geografie

### Geografická poloha
Rohrendorf bei Krems se nachází ve spolkové zemi Dolní Rakousy v regionu Waldviertel. Leží na východ v bezprostřední blízkosti okresního města Kremže. Rozloha území obce činí 9,78 km², z nichž 1,6 % je zalesněných.

### Části obce
Území obce Rohrendorf bei Krems se skládá ze tří částí:
- Neustift an der Donau
- Oberrohrendorf (228)
- Unterrohrendorf (228)

### Sousední obce
- na severu: Langenlois
- na východu: Gedersdorf
- na jihu:   -
- na západu: Kremže

## Politika

### Obecní zastupitelstvo
Obecní zastupitelstvo se skládá z 21 členů. Od komunálních voleb v roce 2015 zastávají následující strany tyto mandáty:
- 14 ÖVP
- 4 SPÖ
- 3 GRÜNE

### Starosta
Nynějším starostou obce Rohrendorf bei Krems je Gerhard Tastl ze strany ÖVP.

## Galerie

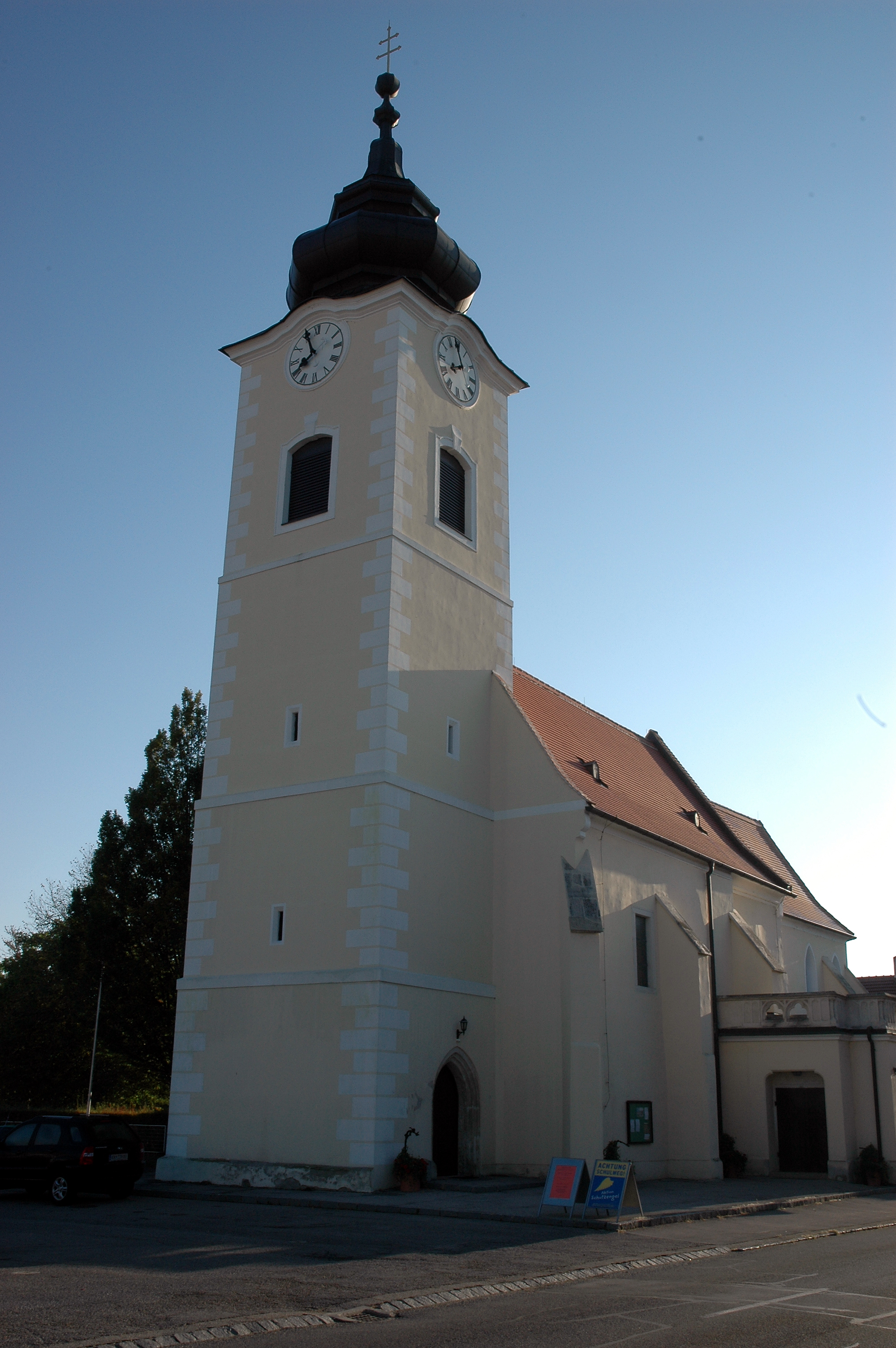
Farní kostel sv. Kolomana
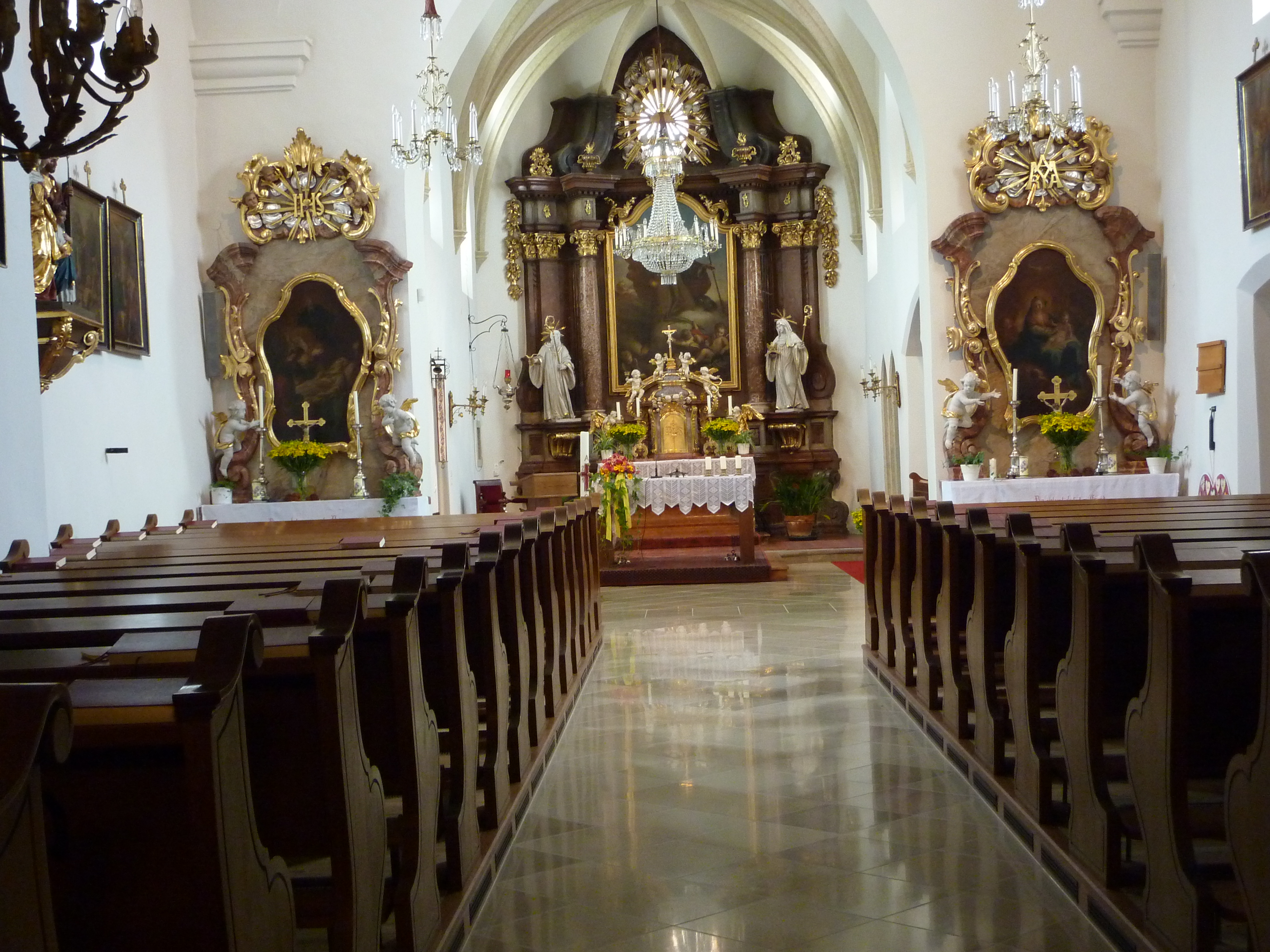
Farní kostel sv.  Kolomana (interiér)
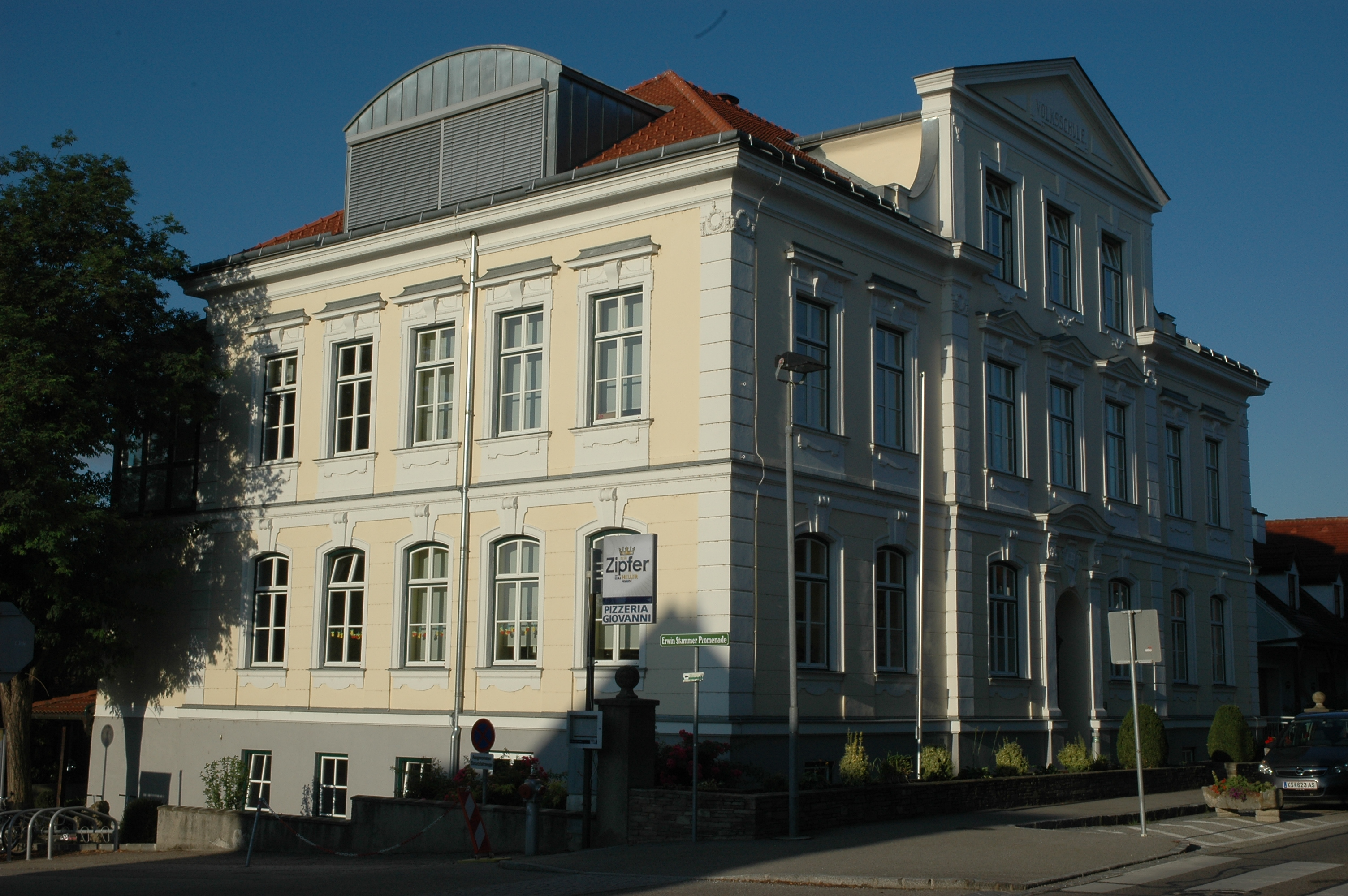
Škola v Rohrendorfu
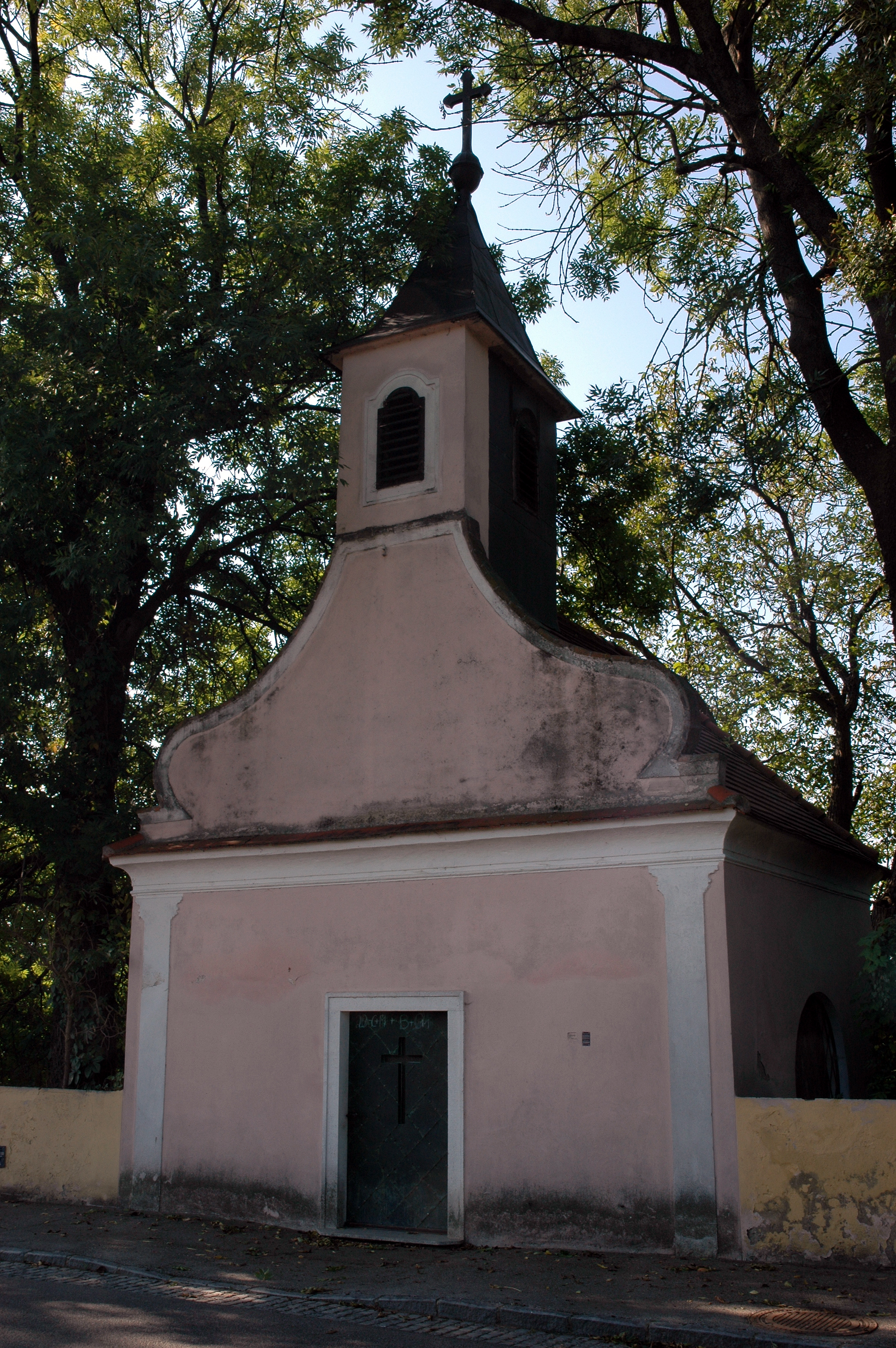
Místní kaplička